# Proceratophrys gladius
Espèce
Proceratophrys gladius est une espèce d'amphibiens de la famille des Odontophrynidae.

## Répartition
Cette espèce est endémique de l'État de São Paulo au Brésil. Elle se rencontre à São José do Barreiro dans le parc national de la Serra da Bocaina à 1 600 m d'altitude dans la Serra da Bocaina.

## Description
Le mâle holotype mesure 37,5 mm. Les mâles mesurent de 28,8 à 45,9 mm et les femelles de 36,7 à 48,5 mm.

## Publication originale
- Mângia, Santana, Cruz & Feio, 2014 : Taxonomic review of Proceratophrys melanopogon (Miranda Ribeiro, 1926) with description of four new species (Amphibia, Anura, Odontophrynidae). Boletim do Museu Nacional, Nova Serie, Zoologia, vol. 531, p. 1–33 (texte intégral).